# 王珉 (東晉)
王珉（351年—388年），字季琰，小字僧彌，琅邪臨沂（今山東臨沂）人。東晉官員、書法家。東晉丞相王導孫。王珉官至中書令，時人稱之為小令、王小令。

## 生平
王珉年輕時就已展現出其才華，名望更比其兄王珣更高，並與堂兄王獻之齊名。王珉初任著作郎，後歷任散騎郎、國子博士、黃門侍郎和侍中。太元十一年（386年），時任中書令的王獻之去世，王珉接任中書令，當時人就稱王獻之為「大令」，王珉為「小令」。太元十三年（388年），王珉去世，享年三十八歲。朝廷追贈太常。

## 性格特徵
- 王珉擅長行書及隸書，《書斷》稱其：「金劍霜斷，崎嶔歷落，時謂小王（王獻之）之亞也。」又「嘗書四疋素，自朝操筆，至暮便竟，首尾如一，又無誤字。」王僧虔《論書》又稱王珉「筆力過於子敬」。

## 逸事
- 王忱任吏部郎時，一次寫了選薦官員的草稿，將要上奏時王珉來到，王忱就向他出示。王珉看後便以自己意思修改內裏選了的人，幾乎改了一半，但王忱看後又認為改得好，於是就依王珉修改了奏章。[1]
- 一次張天錫造訪王珉，見其風韻神情皆高潔美好，說話流暢，學通古今，連人物氏族也知曉，所述皆有證據可循。張天錫因而驚訝歎服。[2]
- 王珉名聲在王珣之上，但其實在當時王珣的名聲亦不低，故王忱曾對王珣說：「卿乃復倫伍不惡，那得與僧彌戲。」[3]時人亦云「法護非不佳，僧彌難為兄。」皆以為王珉未能超越王珣。
- 《晉書》及《世說新語·文學篇》皆稱王珉曾聽瞿曇僧伽提婆講經，但據《高僧傳》，僧伽提婆在隆安元年（397年）才到建康，時王珉已死。

## 評價
《續晉陽秋》：「風情秀發，才辭富瞻」

## 家庭

### 妻
- 汪氏，善行書[4]

### 子女
- 王朗，王珉子，晉侍中
- 王練，王珉子，晉侍中。南朝宋侍中、度支尚書

### 孫兒
- 王釗，王練子，官至冠軍將軍。因令建安王劉休仁怨恨而被宋明帝賜死

## 延伸阅读
[在维基数据编辑]
 《晉書·卷065》，出自房玄齡《晉書》